# فيل برونز
فيل برونز (بالإنجليزية: Phil Bruns)‏ مواليد 2 مايو 1931 في بايبستون، الولايات المتحدة - الوفاة 8 فبراير 2012 في لوس أنجلوس، هو ممثل أمريكي بدأ مسيرته الفنية سنة 1959. امتدت مسيرته الفنية لأكثر من 53 عاما.

## أعماله
- السباق الخماسي
- هاري وتونتو
- ألف مهرج

## روابط خارجية
- فيل برونز على موقع IMDb (الإنجليزية)
- فيل برونز على موقع ميوزك برينز (الإنجليزية)
- فيل برونز على موقع أول موفي (الإنجليزية)
- فيل برونز على موقع قاعدة بيانات برودواي على الإنترنت (الإنجليزية)
- فيل برونز على موقع إن إن دي بي (الإنجليزية)
- فيل برونز على موقع قاعدة بيانات الفيلم (الإنجليزية)